# 쿠툴룬
쿠툴룬(忽秃倫, Хутулун, 1260년 ~ 1306년)은 몽골 우구데이 칸국의 여전사이자 우구데이 칸의 증손녀이며 카이두 칸의 딸이다. 이름은 중세 투르크어로 행복을 뜻하는 쿠투쿠(qutuq)에서 유래했다. 쿠툴룬 샤칸(Qutulun Čaγan > قوتولو ن جغا / qūtūlūn jaghā)으로도 부른다. 씨름에 능했으며, 무예가 있어 아버지 카이두 칸의 군대에서 활동했다. 다른 이름은 아주루그 공주(Ажуруг гүнж), 별칭은 흰 공주(Цагаан гүнж)이다.
마르코 폴로와 라시드웃딘, 이븐 바투타 등이 그녀에 대한 기록을 남겼고 중동과 이탈리아에 소개하였다. 마르코 폴로에 의하면 그녀의 외모는 매우 아름다웠으며 무예가 뛰어났다고 한다. 카이두 칸은 그녀의 능력을 인정하여 전쟁 때 그녀를 동반했으며, 그녀는 원나라의 쿠빌라이 칸과 대립하여 원나라와의 전쟁에도 참전했다. 자신과 씨름을 하여 이기는 남자와 결혼하겠다고 선언, 패하는 남자에게는 벌로써 말 1백마리를 조건으로 제시하기도 했다. 18세기 이후 동방의 전설적인 여성 씨름선수, 레슬링 선수의 전설이 프랑스와 독일로도 확산되어 작품의 소재가 되었다. 이탈리아인 자코모 푸치니의 오페라 투란도트에도 영향을 주었다.

## 생애

### 생애 초반
쿠툴룬은 1260년에 태어났으며, 생일은 알려져 있지 않다. 몽골 제국의 대칸 칭기즈 칸의 4대손으로, 증조부는 오고타이 칸이고, 할아버지는 일찍 죽은 카시였다.
아버지는 오고타이 한국의 칸 카이두 칸이고, 어머니는 카이두 칸의 정실 부인 부만 대카툰이었다. 그의 이름 쿠툴룬은 중세 투르크어로 행복을 뜻하는 쿠투쿠(qutuq)에서 따서 지은 이름이다. 마르코 폴로의 동방견문록에는 그녀의 이름을 종종 아기아니트(阿吉牙尼惕, Agianit)로도 부른다. 아기아니트는 타타르어로 찬란히 빛나는 달(光耀之月)을 뜻한다. 다른 문헌에는 투르크어로 달빛을 뜻하는 아주루그(Ажуруг) 혹은 아이율우그(爱由鲁黑 Aiyurug, Aiyaruk, Ai-jaruk), 또는 쿠투룩 샤칸(和阔脱勒察罕 Khotol Tsagaan)이라는 이름도 전한다.
쿠투쿠의 이름은 원사, 몽골비사에는 나타나지 않으나, 마르코 폴로의 동방견문록, 훌라구 울루스의 페르시아계 사서 라시드 알딘의 집사의 우구데이 카안 기에는 이름과 행적이 나타난다. 티무르 제국에서 칭기즈 칸의 가계도를 정리한 문헌에는 쿠툴룬 챠간(قوتولو ن چغان)으로 나타난다.
쿠툴룬이 태어날 무렵 그의 아버지 카이두는 아무다리야강과 서부 시베리아 고원을 통치하고 있었다. 1280년 경 그녀의 아버지 카이두 칸은 중앙아시아에서 가장 강력한 세력으로 부상했다. 당시 우구데이 칸국은 서로는 옥수스 강 일대와 동으로는 서몽골, 남으로는 인도와 북으로 중앙시베리아고원에 이르는 거대한 영토를 갖고 있었다. 라시드 알딘에 의하면 카이두에게는 24명 혹은 40명의 아들이 있었다고 한다. 카이두의 딸들 중는 쿠툴룬과 코코친의 이름이 전한다. 그러나 코코친의 행적은 알려진 것이 없다.
쿠툴룬은 다른 몽골 아이들과 같이 유년 시절에 말타기와 활쏘기를 배웠다. 페르시아계 사서 집사의 우구데이 칸기에 따르면 쿠툴란은 카이두 칸의 다른 딸들과 다르게 남자처럼 행동했고, 아버지의 군대에 들어가서 활동했다 한다.

### 청소년기

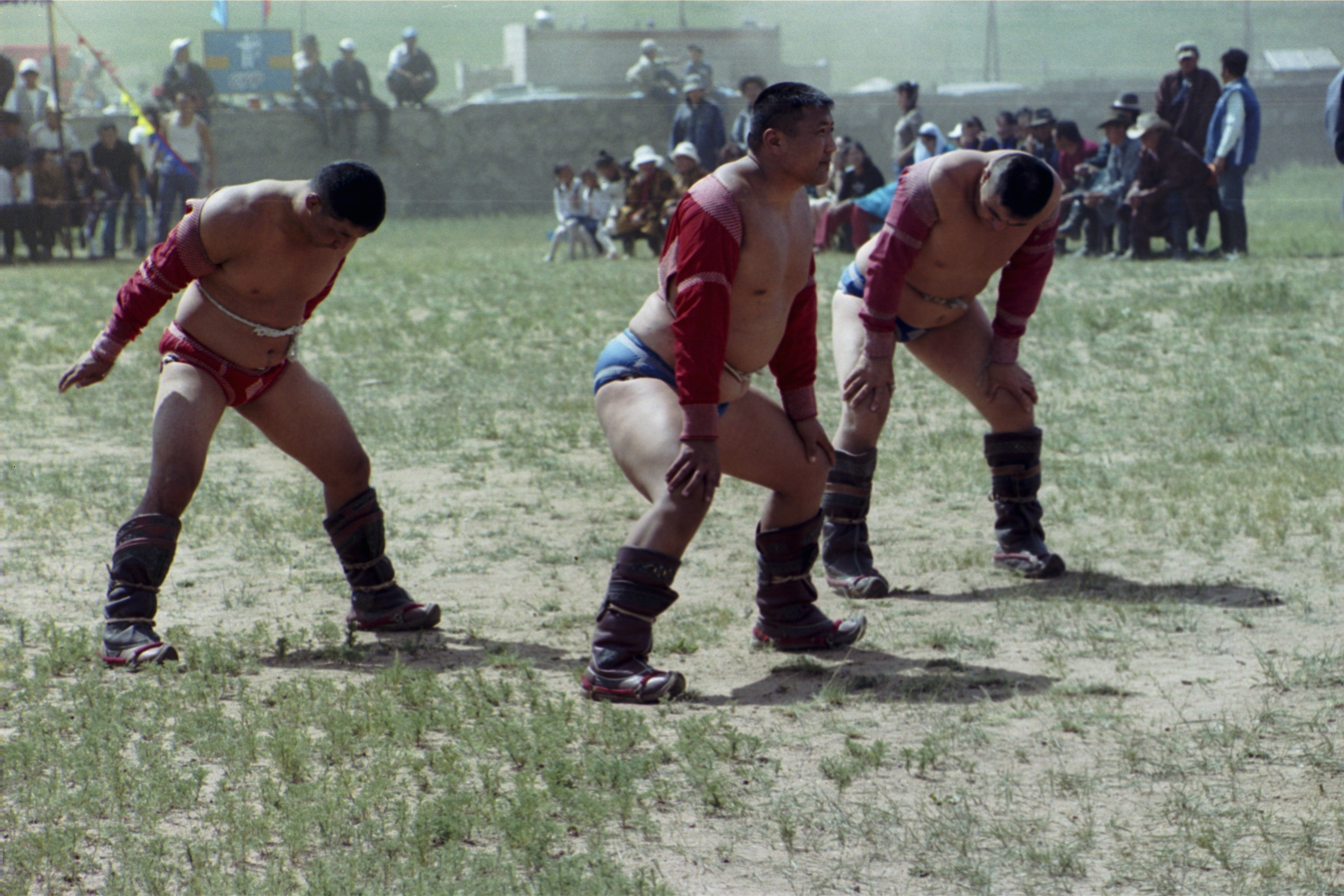
몽골의 씨름 선수

쿠툴룬은 쿠빌라이 칸과는 달리 앉아서 활동하는 것을 좋아하자 않았다. 쿠툴룬은 씨름, 레슬링을 잘 했고, 격투기 실력이 있었다. 양궁 실력이 뛰어났으며 경마에도 관심을 보였다. 그리고 그는 승마에도 관심이 많았다. 쿠툴룬은 14명의 남자 형제들과 시합을 하고 경쟁했는데, 다른 언니, 여동생과는 다르게 남자 형제들과 경쟁하면서 성장했다.
쿠툴룬은 키가 컸다 한다. 마르코 폴로에 의하면 그는 민첩하고 빨랐다 한다. 마르코 폴로의 묘사에 의하면 매가 닭을 잡는 것처럼 쉽게 적에게 다가가 적을 사로잡거나 베었다는 것이다. 마르코 폴로는 쿠툴룬이 힘도 세고 용맹하여, 그의 아버지의 왕국과 주변 나라에서 그를 힘으로 능가할 수 있는 남자가 없었을 것이라는 기록도 남겼다. 라시드 알딘에 의하면 그녀는 남자들처럼 복장을 하고 다니며 여러 차례 전쟁에도 나가서 용맹을 보였다. 아버지에게 신임을 받았고, 사무도 처리하였다 한다.
쿠툴룬은 아버지 카이두 칸의 다른 딸들과는 다르게, 가장 늦게까지 부모의 곁을 지키고 있었다. 쿠툴룬을 시기하는 남자들, 몽골과 타타르, 투르크의 부족장들 사이에서는 카이두가 딸 쿠툴룬과 근친상간을 한다는 험담을 하는 이들도 나타났다.

### 군사 활동
쿠툴룬은 아버지 카이두를 따라 전쟁터를 누볐다. 아버지 카이두는 툴루이 가문에 의해 오고타이계가 왕권을 빼앗기고 숙청당한 것에 반발, 몽케 칸 즉위 이후 툴루이계에 저항하였으며, 쿠빌라이 칸을 상대로 50년간 대립하였다. 카이두는 24명의 아들들 혹은 40명의 아들들 대신 딸 중의 한명인 쿠툴룬에게 자문을 받았다 한다. 마르코 폴로는 쿠툴룬이 매가 닭을 잡는 것처럼 쉽게 적군에 올라타 포로로 잡을 수 있는 훌륭한 전사로 묘사했다.
마르코 폴로의「동방 견문록」에 따르면, 쿠툴룬을 매우 사랑했던 카이두는 몽골 귀족 사람에게 시집 시키려고 생각하고 있었지만, 쿠툴룬은 이에 따르지 않고 "힘 기술로 스스로를 이기는 남자 찾을 때까지 남편을 취하지 않겠다"고 선언했다. 카이두는 딸의 의사를 꺾지 못하고 어쩔 수 없이 딸이 바라는대로 남편을 선택 결혼해도 좋다는 승낙 문서를 발행했다. 이를 얻은 쿠툴룬은 전세계에 스스로 도전하여 씨름에서 이긴 남자를 남편으로 할 것이라고 선언했다.
마르코 폴로에 의하면 쿠툴룬은 결혼하고 싶지 않아, 각 신랑 후보자를 상대로 자신과의 레슬링 경기에서 이길 것을 조건으로 제시한다. 아무도 그녀를 이길 수 없었다 한다. 쿠툴룬은 몽골 제 부족과 투르크 귀족 아들들에게, 자신과의 결혼 조건으로 씨름을 내세웠다. 자신에게 패하면 1백 마리의 말을 벌금으로 물어야 된다는 조건도 내세웠다. 그녀는 이 조건으로 1만 마리의 말을 획득하였다. 마르코 폴로에 의하면 1280년경 어느 부유한 가문 출신의 상속자 남자가 카이두 칸의 마음에 들었다. 그는 한번에 1천 마리의 말을 가져왔고, 카이두는 쿠툴룬에게 일부러 지도록 조언하였다. 그러나 쿠툴룬은 대충 상대하지 않고 씨름을 한 끝에 이 귀공자를 들어서 던졌다 한다. 귀공자는 크게 낙담하다가 정신이상이 되었다 한다.
쿠툴룬은 결혼을 거부하고 오랜 독신 생활로 시중에는 아버지와의 근친상간 관계라는 악의적인 소문이 확산되었다. 결국 1296년 카이두는 그녀를 쿠룰라스 일족의 아부 타쿨에게 넘겼다. 동시에 라시드 알딘은 아부 타쿨은 쿠툴룬 자신이 남편으로 선택했다고 한다. 라시드 알딘은 그녀가 사랑하는 남자는 일 한국의 가잔 칸이었다고 지목했다. 집사에 의하면 이후 쿠툴룬은 타르사켄트와 카르발릭 일대에 거주하면서 두 명의 아들을 두었다.

### 생애 후반
일설에는 쿠툴룬의 아버지 카이두는 만년에 점차 그녀의 조언과 정치적 지원에 의존했다 한다. 그녀는 의심할 여지없이 자신의 아버지가 가장 좋아하는 자녀였으며, 일부 기록에 따르면 그녀의 아버지 카이두는 1301년 부상으로 사망하기 전에 그녀를 다음 칸으로 지정하려는 계획도 세웠다는 설이 있다. 그러나 카이두 칸의 선택은 남자 친척들로부터 거절당했다 한다. 그녀의 상속권을 반대하는 차가타이 칸국의 친척 두아와 다른 형제들로부터 계속 도전을 받았다 한다.
1301년 아버지 카이두는 원나라의 회령왕 퀼리그 칸 카이산과의 테케리쿠 전투에서 중상을 입은 뒤 카라코룸 혹은 타이칸 호수 근처에서 사망했다. 아버지 카이두 칸의 시신은 오고타이 칸 일족이 묻힌 일리강 및 추강 사이에 있는 손쿠르리크 산에 묻혔다. 쿠툴룬은 형제 오르스의 도움으로, 아부타쿠르와 함께 손쿠르리크 산 일대에 살며 아버지와 일가의 무덤을 지켰다. 쿠툴룬은 아버지 카이두칸이 후계자로 지명한 오르스를 지지하였다.
1306년 차파르가 차가타이 한국의 두아에 맞서 군사를 일으켰을 때, 쿠툴룬은 1천 병력을 이끌고 차파르를 지원했으나 패배하였다. 쿠툴룬은 1306년에 두아 혹은 차파르가 보낸 자객에게 암살되고, 쿠툴룬을 중심으로 결집한 오고타이 가문의 지도자들과 추종자들은 체포되었다.

### 사후
일설에는 1307년 차가타이 한국의 두아가 오고타이 울루스를 습격했을 때, 그녀의 조카를 사주하여 남편 아부 타쿨과 아들 2명을 살해하여 강에 던졌다 한다.
그녀의 존재는 마르코 폴로, 라시드 알딘, 이븐 바투타 등에 의해 유럽에 전해졌다. 원사, 원사연의에는 그의 이름이 나타나지 않으며, 몽골과 중국의 기록과 문헌에는 그의 이름이 전하지 않지만 그의 이름은 중앙아시아와 이란, 아랍국가에 민담으로 구전되었다. 라시드 알딘의 페르시아 역사서 집사에 쿠툴룬의 이름이 기록되었고, 일부 몽골계 혈통인 티무르 제국에서 칭기즈 칸 가문 족보를 편찬할 때 쿠툴룬의 이름이 언급되었다.
씨름과 레슬링으로 여러 남성을 이긴 여성 투르크인의 전설은 구전과 민담으로 이란, 이라크, 서부 투르키스탄, 이탈리아 등에 전파되었다.
18세기 초에 이르러 몽골 제국에 대한 조명이 나타나면서, 전설적인 여성 씨름선수, 레슬링선수에 대한 전설도 재조명되기 시작했다. 이탈리아에 일부 전설로 전해지던 투르크의 여성 씨름선수, 여성 레슬링선수의 이야기는 프랑스, 독일로도 전해졌다. 20세기 초의 프랑스의 역사학자 르네 그루세는 쿠툴룬을 가리켜 마지막 몽골인 다운 몽골인이라 평했다. 자코모 푸치니의 오페라 투란도트에 투란도트 공주의 전설 외에도 쿠툴룬 역시 작품의 모델이 되었다.

## 기타
쿠툴룬의 미모에 빠졌거나 실력이 부족한 왕자, 귀족 자제들, 씨름 선수들은 많은 말을 잃었고, 이는 그대로 화제가 되었다. 19세기 자코모 푸치니의 극에서는 투란도트와 결혼하려는 남자들이 투란도트가 내는 세 가지 수수께끼를 맞추지 못하면 목숨을 거는 것으로 윤색되었다.
1710년 프랑스 학자 프랑수아 피티스 드 라 크루아(François Pitis de La Croy)가 몽골제국의 지도자 징기스칸의 일대기를 출판했을 때, 크루아는 아시아 문학에 관한 많은 책과 전설을 출간했다. 크루아는 자신의 소설에서 황금 왕국의 투르크인 소녀인 19세 투란도트로 묘사한다.
이탈리아의 작가 카를로 고지(Carlo Gozzi)는 이를 바탕으로 희곡을 썼는데, 이 희곡은 프리드리히 폰 쉴러가 독일어로 번역했고, 희곡 투란도트 공주는 1802년 독일 바이마르에서 요한 볼프강 폰 괴테에 의해 상연되었다. 자코모 푸치니의 투란도트를 오페라로 발표하여 화제가 되었다.

## 같이 보기
- 오고타이 한국
- 아마존
- 투란도트
- 중앙아시아
- 카이두 칸
- 쿠빌라이 칸
- 만두카이 카툰

## 관련 작품
- 드라마, 《마르코 폴로》 (2014년, 미국 넷플릭스방송) - 김수현
- 드라마, 《마르코 폴로 시즌 2》 (2016년, 미국 넷플릭스방송) - 김수현

## 관련 서적
- Jack Weatherford – The Secret History of the Mongol Queens
- "Warriors: Asian Women in Asian Society" from Colorq.org 보관됨 2021-02-24 - 웨이백 머신
- "Heroines: Mongolian Women" from Womeninworldhistory.com
- Rossabi, Morris; Khubilai Khan; pp. 104–105, 252; ISBN 0-520-06740-1
- Polo, Marco. The Book of Sir Marco Polo, The Venetian: Concerning the Kingdoms and Marvels of the East. 2nd ed. Trans. Colonel Henry Yule. Vol. 2. London: John Murray, 1875. 461–464. Print.